# Alena Buyx

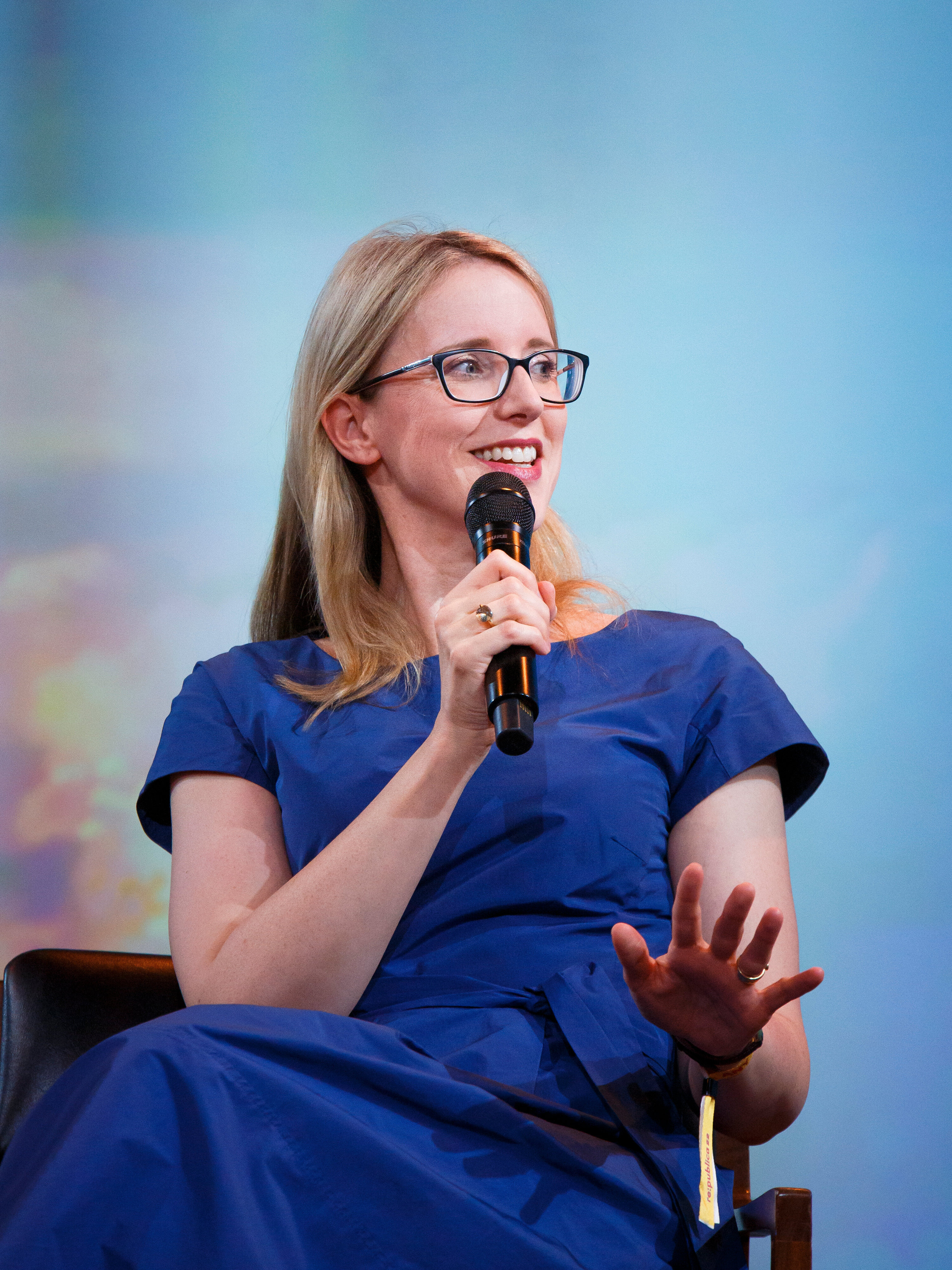
Alena Buyx (2022)

Alena Michaela Buyx (Aussprache [ˈbʏks]; * 29. September 1977 in Osnabrück) ist eine deutsche Medizinethikerin und Hochschullehrerin. Sie war von 2020 bis April 2024 Vorsitzende des Deutschen Ethikrats.

## Leben
Alena Buyx besuchte das Johannes-Kepler-Gymnasium in Ibbenbüren. Nach dem Abitur studierte sie ab 1997 Medizin, Philosophie, Soziologie und Gesundheitswissenschaften an der Westfälischen Wilhelms-Universität Münster, der University of York (GB) und dem University College London. Gefördert wurde sie dabei von der Studienstiftung des deutschen Volkes. Sie wurde 2005 zum Dr. med. promoviert und erlangte im selben Jahr die Approbation als Ärztin und den Magister in Philosophie und Soziologie an der Universität Münster. Von 2006 bis 2008 war sie dort als wissenschaftliche Mitarbeiterin am Institut für Ethik, Geschichte und Theorie der Medizin tätig. Anschließend war sie 2008/09 Academic Scholar im Harvard University Program in Ethics and Health der Harvard Medical School. 2009–2012 fungierte sie als stellvertretende Direktorin des Nuffield Council on Bioethics. Sie habilitierte sich 2013 in Münster und erhielt die Lehrberechtigung für Ethik, Geschichte und Theorie der Medizin. Sie leitete 2012–2014 die DFG-Emmy Noether Gruppe „Bioethik und Politische Philosophie“ (Universität Münster) und war bis 2015 Senior Research Fellow of Public Policy am University College London.
Die Christian-Albrechts-Universität zu Kiel berief sie 2014 als Professorin für Medizinethik. Gleichzeitig war sie Co-Direktorin des Instituts für Experimentelle Medizin der Universität Kiel. 2016 wurde sie auf Vorschlag des Bundesministeriums für Bildung und Forschung (BMBF) in den Deutschen Ethikrat berufen, dessen Vorsitzende sie von 2020 bis 2024 war. Dort leitete sie von Dezember 2017 bis Mai 2019 die Arbeitsgruppe zu Eingriffen in die menschliche Keimbahn. Im September 2018 folgte sie dem Ruf der Technischen Universität München (TUM) auf die W3-Professur für Ethik der Medizin und Gesundheitstechnologien. Gleichzeitig ist sie Direktorin des Instituts für Geschichte und Ethik der Medizin an der TUM. Im Jahr 2020 wurde sie in der Sektion Wissenschaftstheorie in die Nationale Akademie der Wissenschaften Leopoldina gewählt.
Seit April 2024 ist sie Mitglied des Expertenrats „Gesundheit und Resilienz“ der Deutschen Bundesregierung. Der Senat von Berlin berief Alena Buyx zum 1. Mai 2024 in den Aufsichtsrat der Charité. Zum 1. September 2024 wurde sie ins Kuratorium der Bertelsmann Stiftung berufen.
Alena Buyx ist mit dem Österreicher Josef Lentsch verheiratet, einem Unternehmer und CEO des Political Tech Summit, und hat zwei Söhne.

## Wirken
Ihre Forschungstätigkeit umfasst den gesamten Bereich der biomedizinischen und Public-Health-Ethik, mit besonderem Schwerpunkt auf der Ethik medizinischer Innovationen und Gesundheitstechnologien, Forschungsethik, Fragen der Solidarität und Gerechtigkeit in Kontexten wie Public Health und Krankenversorgung, sowie neuartige partizipative Ansätze in der Biomedizin und darüber hinaus. Von 2019 bis 2021 war sie Mitglied des WHO Expert Advisory Committee on Developing Global Standards for Governance and Oversight of Human Genome Editing. Nach ihrer erneuten Berufung in den Deutschen Ethikrat wurde sie am 28. Mai 2020 zu dessen Vorsitzender gewählt. Als diese trat sie während der COVID-19-Pandemie für eine flächendeckende 2G-Regelung ein. Sie setzt sich für die Kommunikation mit der Öffentlichkeit ein, hält Vorträge zu verschiedenen medizinethischen Themen und tritt regelmäßig im Fernsehen und anderen Medien auf.

## Mitgliedschaften (chronologisch absteigend sortiert)
- 2024 Aufsichtsrat der Charité. (Neben Heyo Kroemer im Vorstand.)[19]
- März 2024 bis heute Mitglied des Expertenrats „Gesundheit und Resilienz“ der Deutschen Bundesregierung.
- Dezember 2021 bis zu dessen Auflösung im April 2023 Mitglied im Corona-Expertenrat der Bundesregierung sowie ab 18. März 2024 im Nachfolgegremium, dem Expertenrat Gesundheit und Resilienz[20][21]
- Seit 2021 Mitglied der Deutschen Akademie der Technikwissenschaften
- Von 2020[22][17] bis April 2024 Vorsitzende des Deutschen Ethikrats, dem sie seit 2016 angehörte[23]
- Seit 2020 Mitglied der Nationalen Akademie der Wissenschaften Leopoldina[24]
- 2019–2021 WHO Expert Advisory Committee on Developing Global Standards for Governance and Oversight of Human Genome Editing[16]
- 2013 bis 2016 Mitglied in der Zentralen Ethikkommission bei der Bundesärztekammer (ZEKO)
- 2009 bis 2012 Stellvertretende Direktorin des englischen Nuffield Council on Bioethics, London
- Seit 2011 Fellow of the Royal Society of Arts
- 2013 und 2014 Mitglied im Jungen Kolleg der Nordrhein-Westfälischen Akademie der Wissenschaften und Künste
- Unabhängige Ethik-Beraterin in einer Reihe von Horizon 2020-Forschungskooperationen
- Co-Direktorin (non-executive) des Zentrums für Solidaritätsforschung der Universität Wien[25]
- Beiratsmitglied der Gesundheitsgespräche Europäisches Forum Alpbach (Österreich)[26]

## Auszeichnungen
- Buyx wurde 2021 mit dem Deutschen Nationalpreis „für ihren Einsatz für den gesellschaftlichen Zusammenhalt während der Coronakrise geehrt“, so die Begründung der Deutschen Nationalstiftung.[27] Im selben Jahr erhielt sie die Heinz-Maier-Leibnitz-Medaille der Technischen Universität München.
- Am 5. Juli 2023 erhielt sie den Bayerischen Verdienstorden aus der Hand von Ministerpräsident Markus Söder.[28]
- 2024: Bundesverdienstkreuz am Bande.[29]
- 2024 ging der Ernst-Ludwig-Winnacker-Preis der Bayer Foundation an Alena Buyx in Anerkennung ihrer Arbeit in den Bereichen öffentliche Gesundheit und Ethikpolitik.[30]

## Publikationen
- A. Fiske, P. Henningsen, A. Buyx: Your robot therapist will see you now: Ethical implications of embodied artificial intelligence in psychiatry, psychology, and psychotherapy. In: Journal of Medical Internet Research. 21(5), 2019, S. e13216, doi:10.2196/13216.
- A. Sierawska, A. Buyx: Unmet Needs in Children with ADHD - Can tDCS Fill the Gap? Promises and Ethical Challenges. In: Frontiers in Psychiatry. 2019. doi:10.3389/fpsyt.2019.00334.
- G. Richter, C. Borzikowsky, W. Lieb, S. Schreiber, M. Krawczak, A. Buyx: Patient views on research use of clinical data without consent: Legal, but also acceptable? In: European Journal of Human Genetics. 25. Januar 2019. doi:10.1038/s41431-019-0340-6.
- B. Prainsack, A. Buyx: The value of work and labour: Addressing the Future of Work (FOW) through the lens of solidarity. In: Bioethics. 32(9), 2018, S. 585–592. doi:10.1111/bioe.12507.
- A. Fiske, A. Buyx, B. Prainsack: Health Information Counselors: A New Profession for the Age of Big Data? In: Academic Medicine. 2018. doi:10.1097/ACM.0000000000002395. PMID 30095453.
- G. Richter, M. Krawczak, W. Lieb, L. Wolff, S. Schreiber, A. Buyx: Broad consent for healthcare-embedded biobanking: understanding and reasons to donate in a large patient sample. In: Genetics in Medicine. 20(1), 2018, S. 76–82. doi:10.1038/gim.2017.82. PMID 28640237.
- J. Littmann, A. Rid, A. Buyx: Tackling anti-microbial resistance. Ethical framework for rational antibiotic use. In: European Journal of Public Health. 28(2), 1. Apr 2018, S. 359–363. doi:10.1093/eurpub/ckx165.
- B. Prainsack, A. Buyx: Solidarity in biomedicine and beyond. Cambridge University Press, 2017. (cambridge.org)
- B. Prainsack, A. Buyx: Solidarity: Reflections on an emerging concept in bioethics. 2011. (nuffieldbioethics.org)
- Leben und Sterben: Die großen Fragen ethisch entscheiden. Ein Kompass für die existenziellen Fragen, die uns alle angehen, S. Fischer Verlag, Frankfurt am Main 2025, ISBN 978-3-10-397523-9.